# خوزه زاینوس
خوزه زاینوس (انگلیسی: José Zahínos؛ زادهٔ ۱ دسامبر ۱۹۷۷) بازیکن فوتبال اهل اسپانیا است.
از باشگاه‌هایی که در آن بازی کرده‌است می‌توان به باشگاه فوتبال اتلتیکو مادرید، باشگاه فوتبال رکریتیوو اوئلوا، باشگاه فوتبال آلباسته بالومپیه، باشگاه فوتبال الچه، و باشگاه فوتبال اتلتیکو مادرید بی اشاره کرد.